# Боболиці (гміна)
Гміна Боболіце (пол. Gmina Bobolice) — місько-сільська гміна у північно-західній Польщі. Належить до Кошалінського повіту Західнопоморського воєводства.
Станом на 31 грудня 2011 у гміні проживало 9807 осіб.

## Територія
Згідно з даними за 2007 рік площа гміни становила 367.74 км², у тому числі:
- орні землі: 44.00%
- ліси: 47.00%

Таким чином, площа гміни становить 22.03% площі повіту.

## Населення
Станом на 31 грудня 2011:
| Опис     | Загалом | Загалом | Чоловіки | Чоловіки | Жінки | Жінки |
| -------- | ------- | ------- | -------- | -------- | ----- | ----- |
| одиниця  | осіб    | %       | осіб     | %        | осіб  | %     |
| все      | 9807    | 100     | 4973     | 50.71    | 4834  | 49.29 |
| міське   | 4336    | 100     | 2104     | 48.52    | 2232  | 51.48 |
| сільське | 5471    | 100     | 2869     | 52.44    | 2602  | 47.56 |

## Сусідні гміни
Гміна Боболіце межує з такими гмінами: Білий Бур, Ґжмьонца, Маново, Полянув, Свешино, Тихово, Щецинек.